# Abitare
Abitare è una rivista italiana di architettura, arredamento e design: pubblicata con periodicità mensile esce in edizione bilingue (italiano e inglese).

## La storia
Fu fondata nel 1961 da Piera Peroni che la dirige per un decennio. Inizialmente si chiamava Casa Novità; diventa Abitare a partire dal numero 6.
Nel 1974 Piera Peroni muore, lasciando per sua specifica volontà la direzione della rivista a Franca Santi Gualteri, giornalista e collaboratrice sin dalla nascita del progetto editoriale.
Franca Santi Gualteri dirige Abitare dal 1974 al 1992
Nel 1976 la testata viene acquisita da Renato Minetto che ne fa il nucleo della sua nuova società, la Editrice Abitare Segesta.
Nel 1992, dopo 18 anni di direzione, Franca Santi Gualteri lascia la testata.
Nel 1992 viene nominato direttore Italo Lupi, già art director del mensile dal 1975 al 1985. Nel 1995 Roberto Minetto, figlio di Renato diventa Amministratore delegato e Antonella Minetto assume la direzione editoriale. Nel 1997 viene lanciata la rivista Case da Abitare diretta da Silvia Latis.
Nel 2005 l'Editrice Abitare Segesta viene acquisita dal gruppo RCS ed Abitare entra così a far parte della famiglia di testate di Rcs Periodici.
Nel 2007, dopo 15 anni di direzione, Lupi lascia e al suo posto subentra Stefano Boeri (già direttore del mensile Domus). Nel 2011 Boeri lascia la direzione al suo condirettore Mario Piazza. Nel 2012 la rivista è oggetto di un restyling sia grafico (con una copertina e un logo rinnovati) sia contenutistico: ogni numero propone un progetto che esplora "a matrioska" un tema, un oggetto, un edificio.
La pubblicazione della rivista viene sospesa ad inizio 2014 per circa 8 mesi, per poi tornare in edicola ad ottobre con una versione rinnovata dal punto di vista dei contenuti e della grafica, sotto la nuova direzione di Silvia Botti.